# Аксьонов Олександр Васильович
Олекса́ндр Васи́льович Аксьо́нов (нар. 22 вересня 1984, Бориспіль, Київська обл. — пом. 23 серпня 2021, Мар'їнка, Донецька обл.) — молодший сержант Збройних сил України, учасник російсько-української війни.

## З життєпису
Народився 1982 року в місті Бориспіль Київської області.
У часі війни від 2018 року — молодший сержант, військовослужбовець 131-го розвідувального батальйону; виконував завдання в ООС у складі 28-ї ОМБр.
23 серпня 2021 року загинув у районі проведення ООС внаслідок ворожого обстрілу. Перебував на взводному опорному пункті. Його терміново відправили до лікарні, однак врятувати життя не вдалося.
26 серпня 2021 року похований на Алеї Героїв Рогозівського кладовища Борисполя. В останню путь проводили на колінах і з військовими вшануваннями.
Без Олександра лишилася мама.

## Нагороди
- Указом Президента України № 25/2022 від 21 січня 2022 року «за особисту мужність і самовіддані дії, виявлені у захисті державного суверенітету та територіальної цілісності України» — нагороджений орденом «За мужність» III ступеня (посмертно)[5].